# BBCスポーツ・パーソナリティ・オブ・ザ・イヤー
BBCスポーツ・パーソナリティ・オブ・ザ・イヤー（BBC Sports Personality of the Year）は、英国放送協会が主催する、イギリス最高峰のスポーツの賞である。

## 現在の賞のカテゴリー
- BBC・スポーツ・パーソナリティ・オブ・ザ・イヤー賞
- BBC・オーバーシーズ・スポーツ・パーソナリティ・オブ・ザ・イヤー
- BBC・スポーツ・パーソナリティ・チーム・オブ・ザ・イヤー賞
- BBC・スポーツ・パーソナリティ・オブ・ザ・イヤー特別功労賞
- BBC・スポーツ・パーソナリティ・オブ・ザ・イヤー・ヘレン・ローラソン賞
- BBC・スポーツ・パーソナリティ・オブ・ザ・イヤー・コーチ賞
- BBC・ヤング・スポーツ・パーソナリティ・オブ・ザ・イヤー賞
- BBC・スポーツ・アンサング・ヒーロー賞

## 授賞式について
1954年にポール・フォックスにより創設。授賞式は長年にわたってロンドンで開催されていたが、2006年から初めてバーミンガムで開催。2008年以降はアリーナクラスでの持ち回りで開催されている。2015年の第62回授賞式はベルファストのSSEアリーナ・ベルファストで行われる。